# Tingstenska utredningen
"Den tingstenska utredningen" är ett populärt namn för en statlig utredning om regeringsformens rättighetsskydd (SOU 1941:20 Betänkande med förslag till ändrad lydelse av §16 Regeringsformen), som tillsattes 1938 och leddes av professor Herbert Tingsten. Övriga ledamöter var riksdagsledamöterna Georg Andrén, Erik Fast, Knut Petersson samt Ferdinand Nilsson. 
Utredningen utredde en komplettering av §16 i 1809 års regeringsform. Kommittén föreslog bland annat att utöka regeringsformen med flera opinionsfriheter (religionsfrihet, yttrandefrihet, tryckfrihet, församlingsfrihet och föreningsfrihet), förtydligade rättigheter till personlig frihet och egendom, förbud mot retroaktiv strafflagstiftning och rätt till kommunikationsfrihet. Kommitténs förslag blev inte föremål för någon remissbehandling och ledde inte till någon proposition.